# Americovibone remota
Espèce
Americovibone remota est une espèce d'opilions eupnois de la famille des Neopilionidae.

## Distribution
Cette espèce est endémique de l'île du Sud en Nouvelle-Zélande. Elle se rencontre dans le parc national du Mont Aspiring.

## Description
La femelle holotype mesure 1,18 mm.

## Systématique et taxinomie
Cette espèce a été décrite par Taylor en 2016.

## Publication originale
- Taylor, 2016 : « First record of a representative of Ballarrinae (Opiliones: Neopilionidae), Americovibone remota sp nov., from New Zealand. » The Journal of Arachnology, vol. 44, no 2, p. 194–198 (texte intégral).